# 王洪章 (飞机设计师)
王洪章（1930年10月10日—2012年5月25日），吉林蛟河人，毕业于空军第二航校，中国飞机设计师和科学家。

## 生平
1930年，王洪章出生在吉林省蛟河县，4岁时母亲逝世，11岁时父亲紧接着逝世，成为孤儿，由于家境贫寒，举目无亲，他只读了几年小学就被迫辍学自力更生。1945年，抗日战争结束之后，他加入中国共产党的革命队伍。1946年，王洪章加入中国共产党，不久被派送到空军第二航校学习航空技术。
1951年，王洪章学成毕业后分配到空军某部从事机务工作。1960年，王洪章负责组建中国海军特种飞机研究所，在任期间，他设计出了“海鸥”601水上轰炸机方案。1964年，王洪章负责组建大型飞机研究所，设计出了轰5、轰6安-24等飞机方案。1968年，王洪章负责组建大型水上飞机研究所，设计出了水轰5飞机。
2012年5月25日，王洪章在湖北省荆门市的家中逝世。

## 奖项
- 解放奖章
- 国家科技进步一等奖
- 新中国航空工业有突出贡献专家
- 国务院特殊贡献专家